# Kaszyca

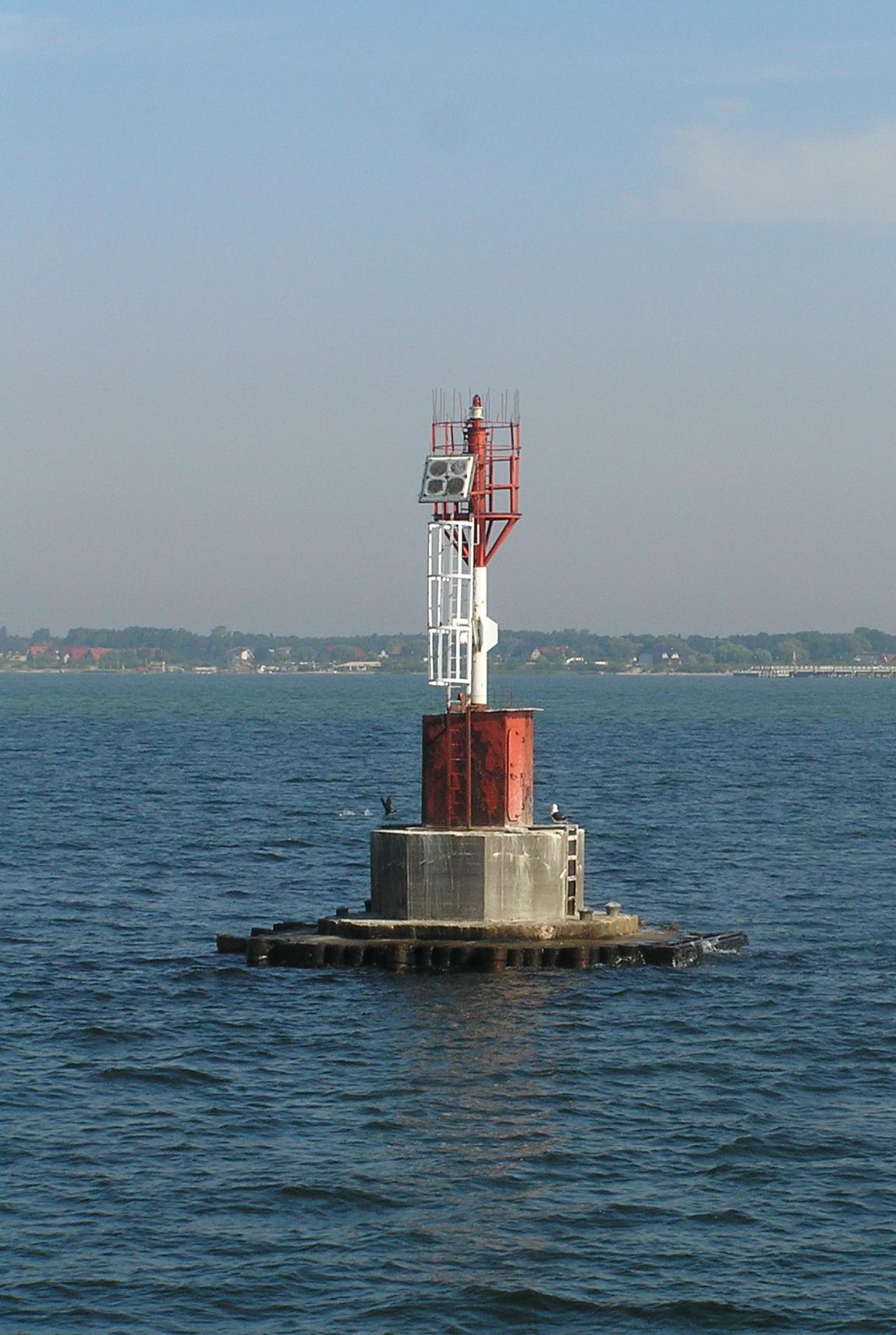
Kaszyca jako fundament stawy

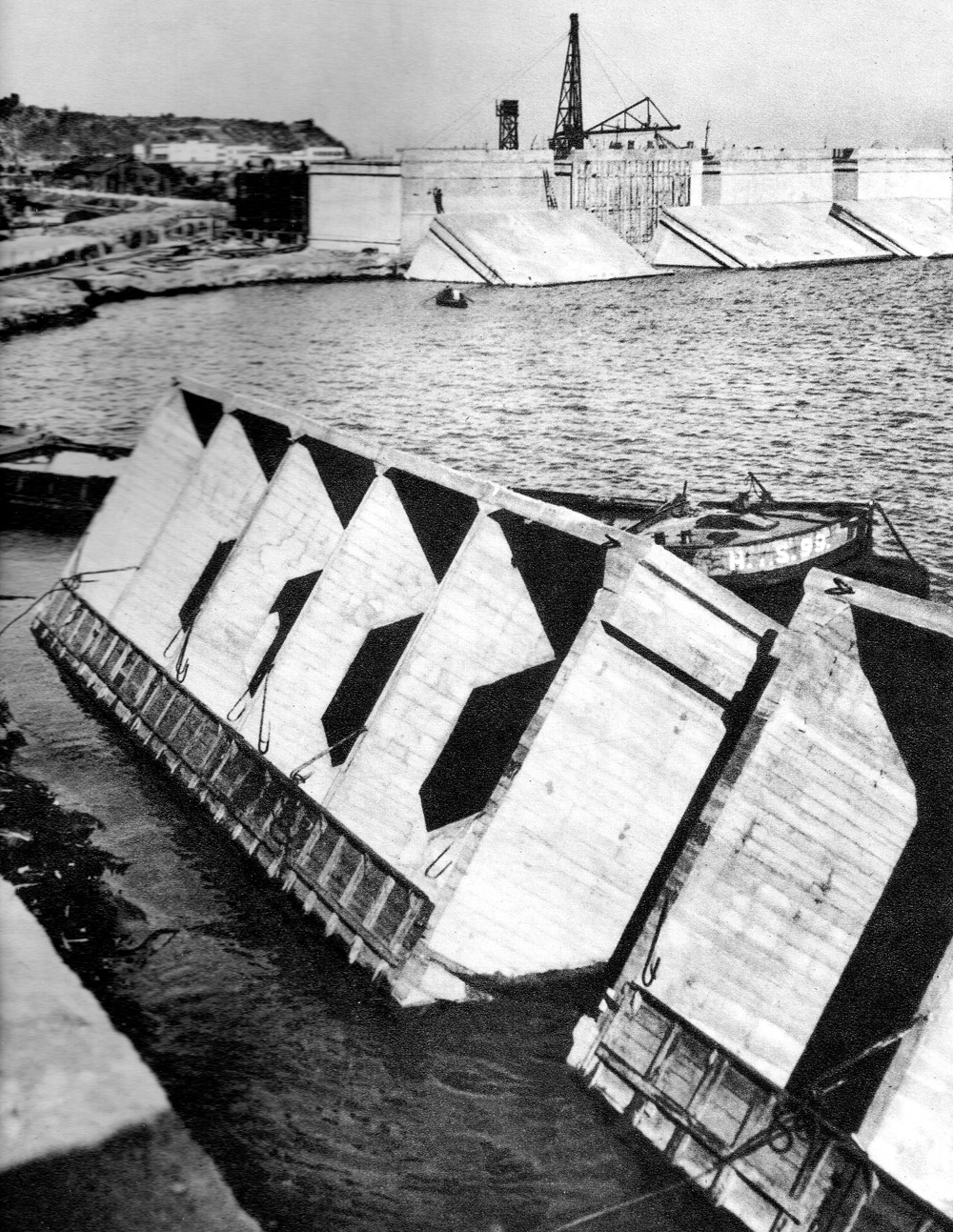
Kaszyce w porcie w Gdyni ~1928

Kaszyca – duża skrzynia, niegdyś drewniana, obecnie żelbetowa, wypełniona gruzem, kamieniami itp., stosowana jako element fundamentów budowli hydrotechnicznych lub jako element umocnień dennych lub brzegowych. Do połowy lat pięćdziesiątych XX wieku najczęściej stosowana przy budowie zapór oraz przepustów wodnych o dużej powierzchni.
Kaszyce (zwane również kesonami) szeroko stosowano w latach dwudziestych i trzydziestych XX wieku przy budowie nabrzeży basenów portu morskiego w Gdyni, gdzie utworzono – pod kierunkiem Maksymiliana Arciszewskiego – „fabrykę” tych betonowych skrzyń.
Dużo większe od gdyńskich kaszyce (caissons phoenix) zbudowane zostały w roku 1944 w Wielkiej Brytanii, a następnie przeholowane przez kanał La Manche i użyte do budowy sztucznych portów Mullberry podczas alianckiego lądowania w Normandii.
Najbardziej znaną w Polsce kaszycą jest stawa świetlna o tej właśnie nazwie, postawiona na płyciźnie, na początku toru wodnego prowadzącego do portu w Jastarni.